# 홍무원
홍무원(洪武源, 1981년 8월 15일~)은 대한민국의 권투 선수이다 2004년 하계 올림픽에 참가했으며, 2006년 아시안 게임 라이트플라이급에서 동메달 및 2003년 세계군인체육대회 복싱 금메달, 2002년 킹스컵국제복싱대회 금메달을 획득했다.